# Czoło (Pieninen)
Der Czoło ist ein Berg in den polnischen Mittleren Pieninen, einem Gebirgszug der Pieninen, mit 815 Metern Höhe. Er liegt in den Czorsztyner Pieninen. Der Gipfel liegt ungefähr 350 Meter über dem Tal des Dunajec.

## Lage und Umgebung
Der Czoło liegt im Hauptkamm der Pieninen. Südöstlich des Gipfels liegt der Dunajec-Durchbruch, nördlich liegt das Tal der Krośnica. 

## Etymologie
Der Name des Gipfels lässt sich übersetzen als Stirn.

## Tourismus
Der Gipfel ist von allen umliegenden Ortschaften leicht auf markierten Wanderwegen erreichbar. Der Gipfel liegt im Pieninen-Nationalpark.

### Routen zum Gipfel
Markierte Routen zum Gipfel führen von Szczawnica und Czorsztyn:
- ▬ der blau markierte Kammweg von Czorsztyn über die Czorsztyner Pieninen und den Bergpass Przełęcz Szopka sowie den Gipfel der Trzy Korony auf den Berg und weiter in die Pieninki und hinab zum Fluss Dunajec zur Überfahrt Nowy Przewóz nach Szczawnica.
- ▬ der gelb markierte Wanderweg von Krościenko über den Bergpass Przełęcz Szopka nach Sromowce Niżne.